# Прессат
Прессат (нім. Pressath) — місто в Німеччині, розташоване в землі Баварія. Підпорядковується адміністративному округу Верхній Пфальц. Входить до складу району Нойштадт-ан-дер-Вальднааб. Центр об'єднання громад Прессат.
Площа — 66,31 км2. Населення становить 4263 ос. (станом на 31 грудня 2020).